# Cota saxosa
Cota saxosa är en insektsart som beskrevs av Bolívar, I. 1887. Cota saxosa ingår i släktet Cota och familjen torngräshoppor. Inga underarter finns listade i Catalogue of Life.